# The Return of Tarah
The Return of Tarah – trzeci album studyjny holenderskiego projektu muzycznego Proxyon, wydany w 1993. W przeciwieństwie do poprzednich płyt Proxyon, ten album został skomponowany i wyprodukowany przez twórcę, ukrywającego się pod pseudonimem Jay Vee, co wpłynęło na styl kompozycji, wyraźnie różniących się od wcześniejszych nagrań. Był to zarazem ostatni album Proxyon.
Można podejrzewać, iż Jay Vee to pseudonim Guido Weyprechta, założyciela wytwórni Rams Horn Records, która wydała pierwsze dwa albumy Proxyon (wydawca trzeciego albumu, Dance Factory, to wytwórnia powiązana z Rams Horn). Na stronie www.discogs.com Jay Vee figuruje także jako producent utworu Hold me tight projektu muzycznego Period. Kompozytorem tegoż utworu jest Guido Weyprecht pod pseudonimem Roberto Signorelli. Inicjały GW są fonetycznie zbliżone do Jay Vee. Brak jednak jednoznacznego potwierdzenia tej informacji.

## Spis utworów
1. "Star Ranger" - 5:10
2. "Crystal Planet" - 5:25
3. "Voyage Home" - 5:02
4. "Mutant's War" - 5:12
5. "King of Darkness" - 4:35
6. "The Warrior" - 5:00
7. "The Return of Tarah" - 4:57
8. "The Final Battle" - 4:43
9. "Atomic City" - 4:00
10. "The Shuttle" - 4:52